# 信用経済
信用経済（しんようけいざい）とは、経済学用語の一つ。これは貨幣経済が一段と進んだ段階の経済の仕組みであり、信用が経済活動の中で大きな役割を果たしているようなもののことを言う。信用経済となっている社会においては、大きな取引というのは現金よりもむしろ手形や小切手などによって行われている。信用経済となっているのは、社会において小切手・手形・株式・社債などが広く流通しているからである。自然経済から貨幣経済へと、貨幣経済から信用経済へといった形で経済の仕組みは変化している。